# Cyrtophora hainanensis
Cyrtophora hainanensis är en spindelart som beskrevs av Yin et al. 1990. Cyrtophora hainanensis ingår i släktet Cyrtophora och familjen hjulspindlar. Inga underarter finns listade i Catalogue of Life.